# قلب صياد وحيد
قلب صياد وحيد هو فيلم من نوع دراما أُصدر في 1968. الفيلم من إنتاج وارنر برذرز، ومن توزيع Warner Bros.-Seven Arts ‏، وهو من إخراج روبرت إليس ميلر.

## القصة
تقع أحداث الفيلم في جورجيا.

## طاقم التمثيل
- ألان آركين
- بيرسي رودريغيز
- سيسلي تايسون
- سوندرا لوك
- بيف ماجواير
- تشاك ماكان
- ستيسي كيتش
- John O'Leary  [لغات أخرى]‏
- Peter Mamakos [الإنجليزية]‏

## الإنتاج
موسيقى الفيلم التصويرية كانت من تأليف ديف غروزن.

## وصلات خارجية
- قلب صياد وحيد على موقع IMDb (الإنجليزية)
- قلب صياد وحيد على موقع الموسوعة البريطانية (الإنجليزية)
- قلب صياد وحيد على موقع روتن توميتوز (الإنجليزية)
- قلب صياد وحيد على موقع ألو سيني (الفرنسية)
- قلب صياد وحيد على موقع Turner Classic Movies (الإنجليزية)
- قلب صياد وحيد على موقع أول موفي (الإنجليزية)
- قلب صياد وحيد على موقع فيلمافينيتي (الإسبانية)
- قلب صياد وحيد على موقع قاعدة بيانات الأفلام السويدية (السويدية)
- قلب صياد وحيد على موقع قاعدة بيانات الفيلم (الإنجليزية)
- قلب صياد وحيد على موقع ليتربوكسد (الإنجليزية)